# Девіс Мвале
Девіс Мвале (англ. Davis Mwale; 8 травня 1972) — замбійський боксер, призер Всеафриканських ігор.

## Аматорська кар'єра
На Іграх Співдружності 1994 програв у другому бою Рашиду Матумла (Танзанія).
На Всеафриканських іграх 1995 завоював бронзову медаль, здолавши двох суперників і програвши у півфіналі Абубакару Діалло (Гвінея).
На Олімпійських іграх 1996 переміг Стівена Кеві (Папуа Нова Гвінея) і програв Болату Ніязимбетову (Казахстан).
На Іграх Співдружності 1998 переміг двох суперників і програв у півфіналі Майклу Стренджу (Канада).
На Іграх Співдружності 2002 переміг двох суперників і програв у півфіналі Мухаммеду Кайонго (Уганда).
На Всеафриканських іграх 2003 завоював бронзову медаль.
На Олімпійських іграх 2004 програв у першому бою Юдель Джонсону (Куба).